# Eugene Harris
Eugene Harris (ur. 16 maja 1986 w Waszyngtonie) – amerykański koszykarz, występujący na pozycjach rozgrywającego oraz rzucającego obrońcy, obecnie zawodnik Norrköping Dolphins.
30 lipca 2015 roku został zawodnikiem zespołu Jeziora Tarnobrzeg. 12 grudnia 2017 podpisał umowę ze szwedzkim Norrköping Dolphins.

## Osiągnięcia
Stan na 12 grudnia 2017, na podstawie, o ile nie zaznaczono inaczej.
NCAA
- Zaliczony do I składu:
  - turnieju Big South (2007)
  - pierwszoroczniaków Big South (2007)

Drużynowe
- Uczestnik final four Pucharu Cypru (2013)[2]

Indywidualne
* – nagrody przyznane przez portal Eurobasket.com
- Zagraniczny zawodnik roku ligi*[4]:
  - gruzińskiej (2011)
  - macedońskiej (2014)
- Uczestnik meczu gwiazd ligi gruzińskiej (2011)[4]
- Zaliczony do*[4]:
  - II składu ligi:
    - ukraińskiej (2015)[5]
    - gruzińskiej (2011)

  - III składu ligi macedońskiej (2014)
  - I składu najlepszych zawodników zagranicznych ligi 
    - macedońskiej
    - ukraińskiej (2015)[5]

  - honorable mention II ligi niemieckiej (2017)[2]